# Turkayamjal
Turkayamjal es una ciudad censal situada en el distrito de Rangareddy en el estado de Telangana (India). Su población es de 15689 habitantes (2011). Forma parte del área metropolitana de Hyderabad.

## Demografía
Según el censo de 2011 la población de Turkayamjal era de 15689 habitantes, de los cuales 7984 eran hombres y 7705 eran mujeres. Turkayamjal tiene una tasa media de alfabetización del 73,42%, superior a la media estatal del 67,02%: la alfabetización masculina es del 79,84%, y la alfabetización femenina del 66,82%.